# مملكة نبرة
مملكة نَبْرة (بالإسبانية: Reino de Navarra؛ وبالبشكنشية: Nafarroako Erresuma) في الأصل مملكة بنبلونة كانت مملكة أوروبية في الأراضي على جانبي جبال البرانس إلى جانب المحيط الأطلسي.
اتخذت هذه الدولة القروسطيّة موقعًا لها حول مدينة بنبلونة في القرون الأولى من سقوط الأندلس. ويعود تاريخ المملكة إلى الصراع الدائر في المنطقة العازلة بين الإمبراطورية الكارولنجية وإمارة قرطبة الأموية التي سيطرت على غالبية أراضي شبه الجزيرة الأيبيرية. اعتُبرت مدينة بنبلونة (باللاتينية: Pompelo؛ وبالإسبانية: Pamplona؛ وبالبَشْكَنشية: Iruña إيرونيا)، المدينة الرئيسة لقبائل البشكنش الأصلية، وكانت تقع وسط منطقة تقطنها أغلبية من المتحدثين باللغة البشكنشية. في حدث يُنسَب تاريخه عادةً إلى العام 824، فقد انتُخب إنيغو أريستا حاكمًا للمنطقة المحيطة ببنبلونة وأُعلن عن ذلك في حركةٍ للحدّ من توسع مملكة الفرنجة في المنطقة التي كانت خاضغة أصلًا لإمارة قرطبة. وتطورت تلك الدويلة فيما بعد لتصبحَ مملكة بنبلونة. في الربع الأول من القرن العاشر، استطاعت المملكة لفترة وجيزة الانعتاق من تبعيتها لإمارة قرطبة والتوسع عسكريًا، إنما وجدت نفسها مرة أخرى خاضعة لإمارة قرطبة حتى أوائل القرن الحادي عشر. أفضت سلسلة من التقسيمات والتغييرات في الأسر الحاكمة إلى تقليص أراضيها، وأسفرت عن فترات خضوع لسيطرة ملوك أرغون (1054 – 1134) وفرنسا (1285 – 1328).
في القرن الخامس عشر، تسبّب نزاع جديد بين السلالات الحاكمة على نفوذ ملك أرغون في انقسامات داخلية، وفي نهاية الأمر أدى إلى استيلاء فرناندو الثاني ملك أرغون على الجزء الجنوبي من المملكة في العام 1512 (وأُلحِق نهائيًا في العام 1524). في حين ألحقت محاكم قشتالة المملكة بتاج قشتالة في العام 1515. ومرة أخرى ضُمّ الجزء الشمالي المتبقي من المملكة إلى فرنسا من خلال اتحاد شخصي في العام 1589 عندما ورث الملك هنري الثالث ملك نبرة العرشَ الفرنسي تحت لقب هنري الرابع ملك فرنسا، وفي العام 1620 أُدمِجت بمملكة فرنسا. حمَل ملوك هذه الدولة الموحدة لقب «ملك فرنسا ونبرة» حتى سقوطها في الثورة الفرنسية، وتارة أخرى خلال فترة استعادة بوربون من العام 1814 حتى العام 1830 (مع فترة خلوّ العرش وجيزة في العام 1815).
في الوقت الحاضر، تشكّل أجزاء كبيرة من مملكة نبرة السابقة مناطق إسبانيا ذات الحُكم الذاتي: نبرة، ومنطقة إقليم الباسك، ولا ريوخا، ورابطة الباسك الفرنسية.

## جذر الكلمة
ثمة أسماء طوبوغرافية شبيهة من تواريخ أبكر، إنما ظهرَ أول سجلّ موثق لكلمة نافاروس اللاتينية في تأريخ إينهارت لإنجازات الملك شارلمان. وتذكر الحوليات الملكية الفرنجية ناباروس. يوجد اقتراحان لجذر الكلمة من اسم نافارا/نافاروا/ناباروا:
- كلمة نابار البشكنشية (مفردها نابارا): بمعنى «بنّي»، أو «متعدد الألوان»، وهو ما يمثّل نقيضًا للأراضي الجبلية الخضراء الواقعة شمالي مقاطعة نبرة الأصلية.
- كلمة نابا البشكنشية، بالقشتالية نافا («الوادي»، أو «السهل»، وهي كلمة منتشرة في إسبانيا) + كلمة هيري البشكنشية، بمعنى («الناس»، «الأرض»).

يعتبر عالم اللسانيات خوان كورومينز أن كلمة نابا لا يثبت أصلها البشكنشي، إنما هي جزء من لهجة حقبة ما قبل اللغة الأقطانية.

## نبذة عن التاريخ المبكر
نشأت المملكة في الجزء الجنوبي من جبال البرانس الغربية، في السهول المحاذية لمدينة بنبلونة. وبحسب ما ذكره الجغرافيون الرومان مثل بلينيوس الأكبر وتيتوس ليفيوس، فقد سكن في تلك المناطق قبائل البشكنس وغيرهم من القبائل البشكنسية-الأقطانية، والتي كانت مجموعة من الشعوب قبل الهنود-الأوروبيين البدائيين، والتي استوطنت في المنحدرات الجنوبية لجبال البرانس الغربية وجزء من ساحل خليج غاسكونيا. تكلمت هذه القبائل بلهجة قديمة من اللغة البكشنشية، والتي يعرّفها علماء اللسانيات عادةً باسم اللغة البشكنشية البدائية، وتحدثوا كذلك ببعض اللغات الأخرى المشابهة، مثل اللغة الأقطانية. بسط الرومان سيطرتهم الكاملة على المنطقة بحلول العام 74 قبل الميلاد، ولكن بخلاف جيرانهم الشماليين من الأقطانيين، والقبائل الأخرى من شبه الجزيرة الأيبيرية، تفاوض البشكنس بخصوص وضعهم ضمن الإمبراطورية الرومانية. ففي البداية، كانت المنطقة جزءًا من مقاطعة هيسبانيا سيتيريور الرومانية، ثم من مقاطعة هسبانيا تاراكونيس. ثم أصبحت تابعة للعاصمة سيساراكوستا (سرقسطة المعاصرة).
تركت الإمبراطورية الرومانية بصمَتها على المنطقة في مناحي التوسع الحضري، واللغة، والبنية التحتية، والتجارة، والصناعة. خلال الحرب السرطورية، أمر بومبيوس الكبير بتأسيس مدينة في إقليم البشكنس، وهو ما مثّل نقطة الانطلاق لمدينة بومبايلو، بنبلونة المعاصرة، والتي بُنيت على أساسات مدينة بشكنسية مندثرة. أدت رَومنةُ البشكنس إلى تبنيهم في نهاية المطاف للهجاتٍ لاتينية تطورت لاحقًا إلى اللغة النبرو-الأرغونية، بالرغم من بقاء استخدام اللغة البشكنشية على نطاق واسع، وخصوصًا في المناطق الريفية والجبلية.
على إثر انهيار الإمبراطورية الرومانية الغربية، سارت ببطء عملية اندماج قبائل البشكنس بمملكة القوط الغربيين، والتي كانت تشهد حربًا أهلية أفسحت المجال للفتح الإسلامي الأموي للأندلس. لربما اشتركت قيادات الباسك في الدعوة التي طالبت بدخول الغزاة المسلمين، أملًا بتحقيق حالة من الاستقرار. بحلول العام 718، حصلت بامبلونا على ميثاق سمح لها بالحكم الذاتي إلى حد بعيد مقابل التبعية العسكرية والسياسية، بالإضافة إلى دفع الجزية لإمارة قرطبة. تُثبت زخارف القبور عمق الاتصال مع الميروفنجيين الفرنكيين والغشكونيين الأقطانيين، مع وجود نقوش إسلامية كذلك، في حين تُشير المقبرة الإسلامية في بامبلونا، والتي استُخدمت على مدار عدة أجيال، إلى بقاء حامية مسلمة في المنطقة في العقود التالية للغزو العربي.
يرتبط أصل مملك بامبلونا وأساسها ارتباطًا جوهريًا بالتوسع الجنوبي لمملكة الفرنجة تحت حكم الميروفينجيين ومِن بَعدهم الكارولينجيين. في العام 601 تقريبًا، أسس الميروفنجيون دوقية غشكونيا (باللاتينية: فاسكونيا)، والتي قامت حول مقاطعة نوفيمبوبولانيا الرومانية وامتدت من الفرع الجنوبي لنهر غارون حتى الجانب الشمالي من جبال البرانس. وفقًا للسجلات فإن أول دوق لغشكونيا هو غينيال، والذي بقي في منصبه حتى العام 627.
لاحقًا أصبحت دوقية غشكونيا منطقة حدودية حظيت بدرجات متنوعة من الحكم الذاتي من طرف الملوك الميروفنجيين. أدى قمع الكارولينجيين لدوقية غشكونيا ودوقية أقطانيا كذلك إلى وقوع تمرد قاده لوبوس الثاني دوق غشكونيا. شن بيبان القصير حربًا عقابية على مقاطعة أقطانيا (760–768) أنهت التمرد وأفضت إلى تقسيم الدوقية إلى عدة مقاطعات، تُحكم من تولوز. وبالمقابل، في الجزء الشرقي من جبال البرانس، أُنشئت ماركا هيسبانيكا (الثغر الإسباني)، جنبًا إلى جنب مع سبتمانيا، في محاولة من الفرنجة لإنشاء دويلات حاجزة بين الإمبراطورية الكارولنجية وإمارة قرطبة.
بسط الفرنجة بقيادة شارلمان نفوذهم وسيطرتهم باتجاه الجنوب، محتلين في طريقهم عدة مناطق في شمال وشرق شبه الجزيرة الأيبيرية. ليس واضحًا مقدار إحكام الفرنجة سيطرتهم على بامبلونا. في العام 778، تلقى شارلمان دعوةً من أمراء مسلمين متمردين في الثغر الأعلى للأندلس لقيادة حملة نحو الجنوب بهدف انتزاع مدينة سرقسطة من إمارة قرطبة. بالرغم من ذلك، مُنيت الحملة بالفشل، واضطر جيش الفرنجة إلى الانسحاب. خلال انسحابهم، دمر الفرنجة أسوار بامبلونا لإضعاف دفاعات المدينة وتجنب احتمالية اندلاع تمرد فيها، في تصرّف شبيه يذكّر بما فعله الكارولينجيون في مناطق أخرى بالمدن المسيحية التي بدت راضية بالعيش في ظلّ حُكم إمارة قرطبة.